# Carlos Jara Saguier
Carlos Jara Saguier (25 agosto 1956) è un allenatore di calcio ed ex calciatore paraguaiano, di ruolo centrocampista, tecnico del Cerro Porteño.

## Palmarès

### Giocatore
- Campionato paraguaiano: 3

Cerro Porteño: 1972, 1973, 1974
- Campionato messicano: 2

Cruz Azul: 1978-1979, 1979-1980

### Allenatore
- Argento olimpico: 1

Atene 2004